# Дем'янцево
Дем'я́нцево (рос. Демьянцево) — присілок у складі Бабушкінського району Вологодської області, Росія. Входить до складу Міньковського сільського поселення.

## Населення
Населення — 6 осіб (2010; 13 у 2002).
Національний склад (станом на 2002 рік):
- росіяни — 100 %